# Rod Smith
Roderick "Rod" Smith (15 de maio de 1970, Texarkana, Arkansas) é um ex-jogador de futebol americano que atuava como wide receiver na National Football League. Ele foi para o Denver Broncos como undrafted free agent em 1994 e jogou 14 anos por Denver. Antes, na faculdade, ele jogou pela Universidade do Sul do Missouri.
Smith foi o primeiro jogador não-draftado a alcançar a marca de 10 mil jardas recebidas. Na NFL, em 2011, estava na 15ª posição na lista dos melhores recebedores em recepções e na 16º posição em jardas.